# Hormonas da tiroide
As hormonas da tiroide ou hormônios tireoides (tiroxina (T4) e tri-iodotironina (T3)) são hormonas produzidas pela tiroide a partir de iodo e de um aminoácido denominado tirosina. A tiroide produz maioritariamente T4. A T4 atua como pró-hormona, relativamente pouco ativa, sendo depois convertida em T3, mais ativa. A conversão de T4 em T3 ocorre nas células sob o efeito da enzima deiodinase.
Sua produção é regulada pelo hormônio tireoestimulante, mais conhecido pela sua sigla em inglês TSH (thyroid-stimulating hormone) liberado pela hipófise, que por sua vez é regulada pelo hormônio liberador de tireotrofina (TRH) produzido pelo hipotálamo.

## Função
As hormonas da tirdoide são essenciais para o correto crescimento e desenvolvimento, para a multiplicação e diferenciação celular de todas as células do organismo, principalmente do sistema nervoso central, do esqueleto e das raízes dentárias. Regulam também o metabolismo basal das proteínas, dos lípidos e dos hidratos de carbono. Exercem também um efeito permissivo na ação de outras hormonas e de neurotransmissores.

## Calcitonina
A glândula tireoide também produz o hormônio calcitonina, que ajuda a regular os níveis de cálcio no sangue (calcemia). As células parafoliculares produzem calcitonina em resposta ao alto nível de cálcio no sangue. A calcitonina diminui a liberação de cálcio do osso, diminuindo a atividade dos osteoclastos, células que quebram o osso para sua remodelação. O osso é constantemente reabsorvido pelos osteoclastos e recriado pelos osteoblastos, então a calcitonina estimula a circulação do cálcio entre osso e sangue. Os efeitos da calcitonina são opostos aos do hormônio paratireóideo (PTH) produzido nas glândulas paratireóides, que é muito mais essencial para saúde que a calcitonina. Após a remoção das glândulas tireoides não é necessário repor calcitonina, porque as próprias células dos ossos também regulam a calcemia.

## Patologia
A síntese das hormonas da tiroide é influenciada por diversos estímulos fisiológicos e patológicos. O hipertiroidismo é a síndrome clínica causado pelo excesso de tiroxina e/ou tri-iodotironina em circulação. O hipotiroidismo é a produção insuficiente de hormonas da tiroide. A carência de iodo causa o aumento de tamanho da tiroide ou o aparecimento de um bócio.